# 青城山摩崖石刻
青城山摩崖石刻位於四川省成都市都江堰市青城山，有唐初的“大字岩”摩崖石刻，以及清朝、民国时期的“云巢”“云根”、观日亭石刻共4处。2007年6月1日公佈為四川省第七批文物保護單位。